# Veonity
Veonity är ett svenskt power metal-band från Vänersborg i Västergötland. Bandet bildades 2013 och har skivkontrakt med Scarlet Records.

## Historik
Veonity bildades 2013 av vännerna Anders Sköld, Samuel Lundström och Kristoffer Lidre. Efter att ha spelat in och släppt en EP i egen regi samma år fick man skivkontrakt med det amerikanska skivbolaget Sliptrick Records och gav där ut debutalbumet Gladiator's Tale år 2015. På denna skiva sjunger Marcus Brander de Silva, men på samtliga efterföljande album fram till och med Elements of Power (2022) står gitarristen Anders Sköld för det vokala.
Inför inspelningen och släppet av bandets fjärde album Sorrows (2020) skrev man skivkontrakt med det italienska bolaget Scarlet Records. Det efterföljande albumet Elements of Power skulle bli det sista med Anders Sköld på sång. Då han fortsättningsvis ville fokusera på gitarrspelandet rekryterade bandet 2024 Isak Stenvall (ex-Lancer) som ny sångare. Han hade tidigare bidragit med gästsång på bandets första skiva. Han debuterade som bandmedlem på albumet The Final Element samma år.
Veonity har haft ett antal namnkunninga metalmusiker som gäster i studion genom åren. Däribland kan nämnas Ronny Milianowicz (ShadowQuest, ex-Dionysus, ex-Saint Deamon), Kaspar Dahlqvist (ShadowQuest, ex-Dionysus, ex-Stormwind), Piet Sielck (Iron Savior), Patrik Selleby (Bloodbound), Jonas Heidgert (Dragonland), Siegfried Samer (Dragony, ex-Visions of Atlantis) och Tommy Johansson (Majestica, ex-Sabaton).
Bandet har turnerat som förband till Freedom Call, spelat på Sweden Rock Festival och Silja Lines Rock the Boat tillsammans med DragonForce och Sonata Arctica (samtliga 2017).

## Medlemmar
Nuvarande medlemmar
- Kristoffer Lidre – elbas (2013– )
- Joel Kollberg – trummor (2013– )
- Anders Sköld – sång (2013–2024), gitarr (2013– )
- Samuel Lundström – gitarr (2013– )
- Isak Stenvall – sång (2024– )

## Diskografi
Studioalbum
- Gladiator's Tale (2015)
- Into the Void (2016)
- Legend of the Starborn (2018)
- Sorrows (2020)
- Elements of Power (2022)
- The Final Element (2024)

EP
- Live Forever (2013)

Singlar
- "Warriors of Time" (2016)
- "In the Void" (2016)
- "Christmas Time" (2016)
- "Guiding Light" (2018)
- "Outcasts of Eden" (2018)
- "Beyond the Horizon" (2019)
- "Graced or Damned" (2020)
- "Back in to the Dark" (2020)
- "Blinded Eyes Will See" (2020)
- "When Humanity Is Gone" (Hymn Version) (2021)
- "Dive into the Light" (2022)
- "Altar of Power" (2022)
- "The Fifth Element" (2024)
- "Riders of the Revolution" (2024)
- "Carry On" (2024)